# Теръл (окръг, Джорджия)
Окръг Теръл (на английски: Terrell County) е окръг в щата Джорджия, Съединени американски щати. Площта му е 875 km², а населението - 10 970 души (2000). Административен център е град Доусън.